# Colonie de la baie du Massachusetts
 (décembre 2023).
Si vous disposez d'ouvrages ou d'articles de référence ou si vous connaissez des sites web de qualité traitant du thème abordé ici, merci de compléter l'article en donnant les références utiles à sa vérifiabilité et en les liant à la section « Notes et références ».
1628–1686
1689–1692
Entités suivantes :
- Dominion de Nouvelle-Angleterre (1686-1689)
- Province de la baie du Massachusetts
- Province du New Hampshire

La colonie de la baie du Massachusetts (en anglais Massachusetts Bay Colony) est un ancien établissement colonial anglais, situé sur la côte orientale de l'Amérique du Nord et fondé au XVIIe siècle. Elle se trouve dans la région de la Nouvelle-Angleterre autour des villes actuelles de Salem et de Boston.

## Histoire

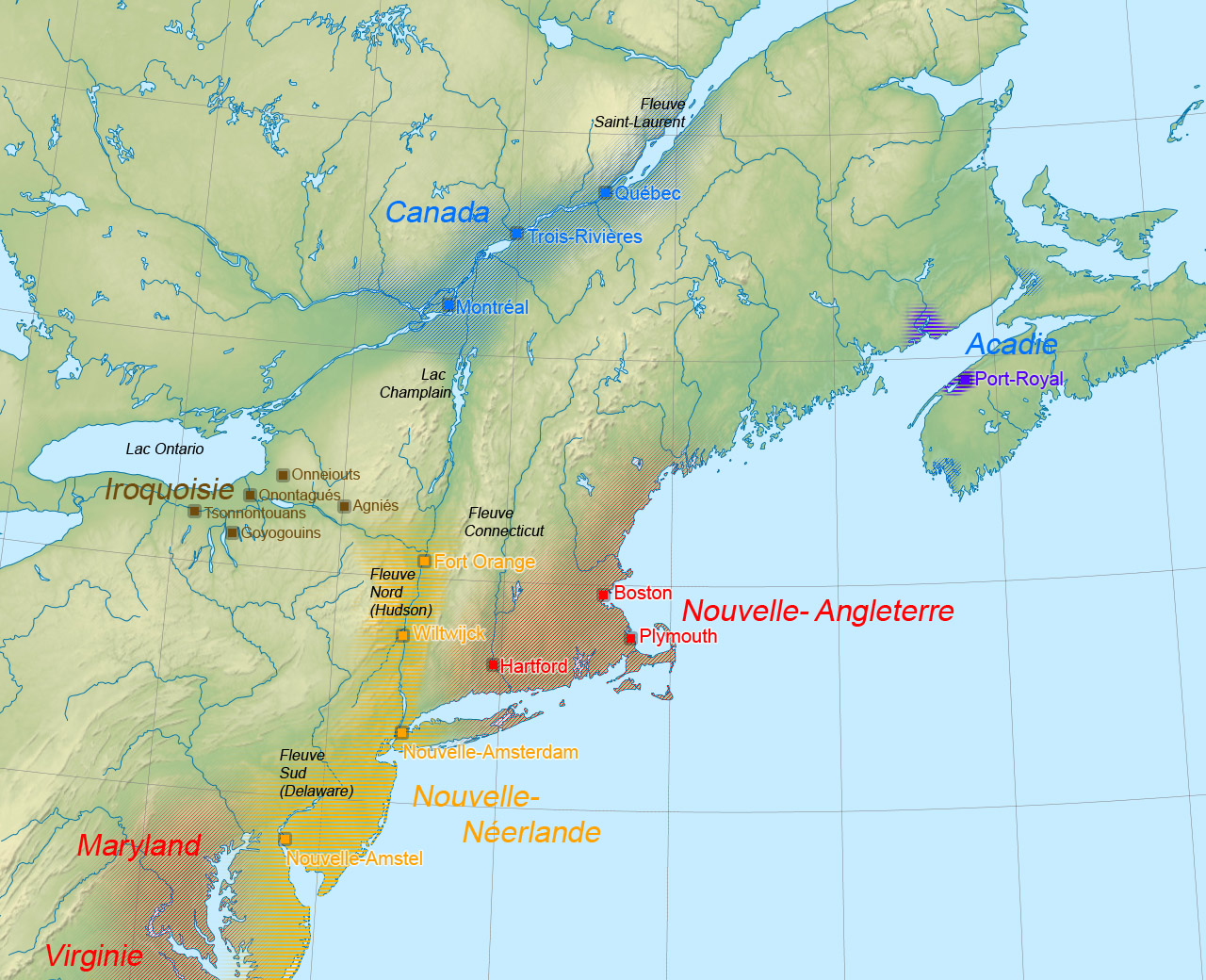
Situation politique du nord-est de l'Amérique du Nord en 1664.

Au XVIIe siècle, le roi d'Angleterre octroie des terres à la Compagnie virginienne de Plymouth (Virginia Company of Plymouth) entre le 38e parallèle nord et le 45e, selon la charte de Virginie de 1606. Une première colonie, la colonie Popham du Maine, est installée à l'embouchure du fleuve Kennebec dans l'actuel État du Maine ; mais elle est abandonnée dès 1608. D'autres territoires sont accordés au sud du 41e parallèle à la compagnie de Londres (Virginia Company of London). Le 21 décembre 1620, sur le Mayflower, 102 colons dont 35 Pères pèlerins, des dissidents anglais, débarquent en Amérique (Nouvelle-Angleterre), à cap Cod et fondent la colonie de Plymouth, première ville du Massachusetts, hors de la concession octroyée par le roi (1622). Ces Pères pèlerins (35 en tout) ont dû fuir Nottingham (1608), pour s’établir à Leyde dans les Provinces-Unies. Ils signent un accord, le Mayflower Compact, qui est à la base d’une démocratie calvinienne.
La ville de Salem est fondée en 1626 par une société de pêcheurs conduit par Roger Conant, ensuite supplanté par le gouverneur dépêché par la Massachusetts Bay Company, John Endecott. En 1790, Salem était la sixième ville du pays et joua un rôle majeur dans le commerce sino-américain. Elle fut en grande partie ravagée par un incendie en 1914.
Le révérend William Blaxton (ou William Blackstone) débarque en Amérique du Nord en 1629 avec les premiers colons anglais. En 1630, John Winthrop quitte Salem pour installer un groupe de puritains ; la ville est fondée la même année et Boston reprend le nom d'une ville du Lincolnshire, dans le Nord-Est de l'Angleterre, dont sont originaires ses fondateurs. Elle est dotée d'un statut officiel et crée des institutions représentatives. Elle essaime dans toute la colonie de la baie du Massachusetts, dont elle constitue le chef-lieu.
À partir de 1634, la colonie du Massachusetts avec Boston pour capitale devient le centre de l’Amérique puritaine. Les colons vivent en communautés organisées (towns), avec un système ecclésial congrégationaliste, animé par un Conseil des Anciens[réf. à confirmer]. Ils refusent la hiérarchie épiscopale, refusent l’autorité civile sur l’Église. La colonie, qui compte des esclaves noirs et des engagés (des serfs temporaires blancs afin de payer la traversée vers l'Amérique), est dirigée par des hommes libres, tous puritains et ils perpétuent leurs usages : port de vêtements simples mais colorés, confortables mais dénués d'ornement luxueux, attitude réservée, assiduité au travail, assistance aux cultes dominicaux, sanctification du dimanche mais contrairement aux idées reçues (répandues au XIXe siècle puis pendant la prohibition) la danse, la musique, les couleurs vives, les jeux, la consommation d'alcool et les réunions mondaines ne sont pas interdits. En 1648, les paroisses puritaines et les paroisses séparatistes des Pères pèlerins se fédèrent autour de la plateforme de Cambridge. Dès les années 1650, la première génération de puritains, qui le sont par choix, déplorent le manque de foi de la seconde génération de puritains, qui le sont de naissance.
En 1689, la charte accordée aux puritains par la monarchie anglaise est suspendue. Les anglicans et les quakers peuvent s'installer dans la colonie.
En 1692, la colonie est unifiée avec la colonie de Plymouth, Martha's Vineyard, Nantucket et ce qui est devenu l'État du Maine (province du Maine), le Nouveau-Brunswick et la Nouvelle-Écosse pour former la province de la baie du Massachusetts.

## Chronologie des fondations
- Weymouth (Wessagusset) - 1622 appartenant à la colonie de Plymouth ; puis du Massachusetts en 1630
- Gloucester - 1623 (Dorchester Company)
- Chelsea - 1624
- Salem - 1626 (Dorchester Company)
- Charlestown - 1628 (première capitale, fait actuellement partie de la ville de Boston)
- Lynn - 1629
- Manchester-by-the-Sea (Jeffery's Creek) - 1629
- Boston - 1630 (de Shawmut et Trimountaine)
- Medford - 1630
- Mystic - 1630
- Everett - 1630
- Watertown - 1630 (fait actuellement partie de la ville de Cambridge)
- Cambridge (Newtowne) - 1630 (près d'Harvard Square)
- Roxbury - 1630 (fait actuellement partie de la ville de Boston)
- Dorchester - 1630 (fait actuellement partie de la ville de Boston)
- Ipswich - 1633
- Hingham - 1633
- Concord - 1635
- Newbury - 1635
- Arlington (Menotomy, puis fait partie de Newtowne) - 1635
- Sandwich - 1637
- Salisbury - 1638
- Sudbury-1639
- Braintree - 1640
- Malden - 1640
- Andover - 1646 (aujourd'hui North Andover)
- Marlborough - 1660
- Mendon - 1667